# 愛德華多·巴萊里尼
愛德華多·巴萊里尼（Edoardo Ballerini，1970年3月20日—）是一名演員、作家、導演和電影監製。他最知名的作品是在《黑道家族》（2006年–2007年）中飾演Corky Caporale，《酒私風雲》中飾演Ignatius D'Alessio，《五星級殺人夜》（2001年）的暴躁廚師和《致命英雄》（2000年）的NFL商人。他曾出現於多部電影和電視劇，由《顛覆三度空間》（1996年）至《Omphalos》（2013年）。
他的首部執導作品是《Good Night Valentino》，於2003年辛丹斯電影節上首映。巴萊里尼在電影中飾演默片明星魯道夫·瓦倫蒂諾。

## 外部連結
- 愛德華多·巴萊里尼在互联网电影资料库（IMDb）上的資料（英文）